# Paul Marin de la Malgue
Paul Marin de la Malgue est un militaire français, né à Montréal, baptisé le 19 mars 1692, décédé le 29 octobre 1753.

## Biographie
Paul Marin de la Malgue est le fils aîné de Charles-Paul Marin de la Malgue et Catherine Niquet. Comme la plupart des personnalités historique de l'époque, faisait une carrière militaire dans les troupes coloniales. Il fut commissionné comme enseigne en mai 1722, et la même année, on lui confia le commandement d'un poste de traite au Wisconsin.
Sa carrière militaire se déroula principalement dans le Sud de la Nouvelle-France.
En 1730, il mena la bataille du siège de la butte des Morts, dans le comté de Winnebago, au  Wisconsin au cours de laquelle les troupes françaises de Paul Marin de la Malgue, attaquèrent le camp des Amérindiens de la Nation des Renards ou Mesquakies, situés au sommet d'un grand tumulus, surnommé par les Français la butte des morts.
Le 28 novembre 1744, pendant la Troisième Guerre intercoloniale, il conduit l'attaque d'une troupe de 600 Français et Amérindiens sur Saratoga. 
En 1753, Le gouverneur de la Nouvelle-France Duquesne lui confia la construction des forts Le Bœuf, Machault et de la Presqu'île comme moyen de sécuriser la vallée de l'Ohio. En reconnaissance de ses succès militaires, le gouverneur Duquesne lui octroya la croix de Saint-Louis, mais il mourut d'épuisement à fort Le Boeuf le 29 octobre 1753 avant de pouvoir obtenir cet honneur.